# Comité scientifique pour la sécurité des consommateurs
 (février 2024).
Si vous disposez d'ouvrages ou d'articles de référence ou si vous connaissez des sites web de qualité traitant du thème abordé ici, merci de compléter l'article en donnant les références utiles à sa vérifiabilité et en les liant à la section « Notes et références ».
Le Comité scientifique pour la sécurité des consommateurs (CSSC ; en anglais : Scientific Committee on Consumer Safety, SCCS) est l'un des comités scientifiques indépendants gérés par la direction générale de la santé et de la protection des consommateurs de la Commission européenne. Il produit des avis scientifiques pour la commission sur les sujets liés aux risques en matière de santé et de sécurité des produits non alimentaires. Il succède au Comité scientifique des produits consommation (CSCP) et au Comité scientifique des produits cosmétiques et des produits non alimentaires (SCCNFP).

## Activités
Le Comité scientifique pour la sécurité des consommateurs fournit à la Commission européenne des avis scientifiques sur la sécurité des produits de consommation non alimentaires. Les conseils du CSSC visent à permettre aux décideurs de prendre les mesures adéquates et nécessaires afin de garantir la protection des consommateurs. Le CSSC intervient sur des questions relatives à la sécurité, aux propriétés allergènes et à l'impact sur la santé des consommateurs de produits et d'ingrédients comme les jouets, les textiles, les vêtements, les cosmétiques, les produits de soins personnels, les produits domestiques tels que les détergents et les services aux consommateurs tels que les tatouages. Fin 2006, le SCCP avait adopté près de 100 avis ou prises de position sur divers sujets : parfums, teintures capillaires, bancs solaires, blanchiment des dents, conservateurs, filtres UV et autres substances.

## Procédures
Le CSSC est composé au maximum de 17 membres. Il existe également une liste de réserve composée des candidats jugés aptes à occuper un poste dans un comité scientifique. Les membres du CSSC sont désignés sur la base de leurs compétences et de leur expérience dans les domaines concernés, et en cohérence avec une répartition géographique reflétant la diversité des problématiques et des approches scientifiques dans l'Union européenne. Les experts sont nommés pour trois ans, renouvelables au maximum trois fois consécutives. En accord avec la commission, les comités scientifiques peuvent faire appel à des experts extérieurs spécialisés.
Le CSSC respecte les principes d’indépendance, de transparence et de confidentialité. Les membres doivent donc faire une déclaration d'engagement à agir dans l'intérêt général et une déclaration d'intérêts. Les demandes d'avis, les ordres du jour, les procès-verbaux et les avis sont publiés. Les travaux et publications respectent la confidentialité commerciale.

## Histoire
Les comités scientifiques ont été initialement créés par la décision 97/404/CE de la Commission du 10 juin 1997. Le Comité scientifique des produits de consommation (SCCP) a été créé à l'origine comme l'un des trois comités scientifiques établis par la décision 2004/210/CE de la Commission du 3 mars 2004, remplaçant l'ancien comité scientifique des produits cosmétiques et non alimentaires (SCCNFP). La décision 2008/721/CE de la Commission du 5 août 2008 a rétabli le comité sous le nom de Comité scientifique pour la sécurité des consommateurs (CSSC).

## Voir également
La Direction générale de la santé et de la protection des consommateurs gère également deux autres comités scientifiques indépendants sur les produits non alimentaires :
- Le Comité Scientifique des Risques Sanitaires et Environnementaux (SCHER)
- Le Comité scientifique des risques sanitaires émergents et nouvellement identifiés (CSRSEN)

Pour les questions concernant la sécurité des produits alimentaires, la Commission européenne consulte l'Autorité européenne de sécurité des aliments (EFSA).